# پدی شریف
پدی شریف (انگلیسی: Paddy Sheriff; ۱۵ اکتبر ۱۹۲۶ – ۲۷ نوامبر ۱۹۹۰) بازیکن بسکتبال اهل جمهوری ایرلند بود. وی در بازی‌های المپیک تابستانی ۱۹۴۸ شرکت کرده‌است.